# Gehörnter Gott

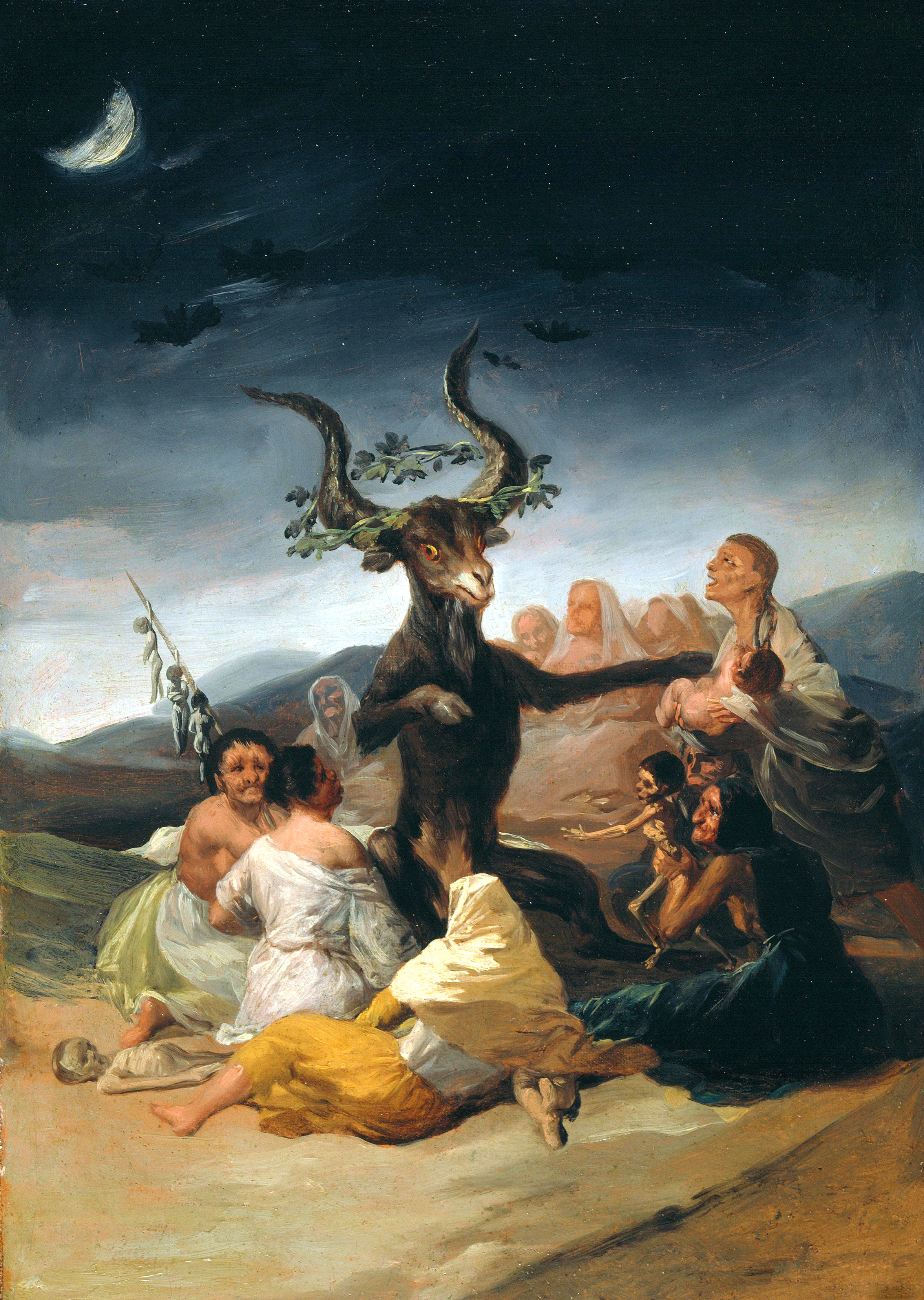
Der Teufel soll eine vom Christentum verzerrte Darstellung des Gehörnten Gottes sein (Gemälde von Goya, 1798)

Als Gehörnten Gott bezeichnete die britische Anthropologin Margaret Alice Murray eine von ihr angenommene Gottheit, die seit der Steinzeit als Gegenpol zur Muttergöttin verehrt würde. Sie nahm eine Kontinuität dieser Dualität an, die letztlich in Form einer Umdeutung auch die Gestalt des Teufels im Christentum beeinflusste.
Im neuheidnischen Glaubenssystem des Wicca-Kultes bildet der Gehörnte Gott den männlichen Gegenpart der Dreifaltigen Göttin.

## Margaret Murray
Murray vertrat die These, dass die Darstellung des Teufels und des Hexenwesens im Christentum eine verzerrte, polemische Darstellung der Konzepte und Riten eines tatsächlich seit Urzeiten existierenden Kultes sei, nämlich der Verehrung der Göttin und des Gehörnten Gottes, wobei sie das Treiben der von der Kirche verfolgten Hexen als letzte Ausläufer dieses uralten Kultes interpretierte.
Sie formulierte diese These, bei der sie sich auf Arbeiten des französischen Historikers Jules Michelet berief, erstmals in dem 1921 erschienenen The Witch-cult in Western Europe. Zehn Jahre später veröffentlichte sie The God of the Witches, wo sie das Konzept eines seit der Steinzeit verehrten Gehörnten Gottes historisch zu unterfüttern suchte. Als Einstieg diente ihr dabei die als „Schamane“ oder „Hexenmeister“ weltweit bekannte Höhlenmalerei aus der Grotte des Trois-Frères in Frankreich, wobei sie sich auf die von Henri Breuil gefertigte Skizze stützte.

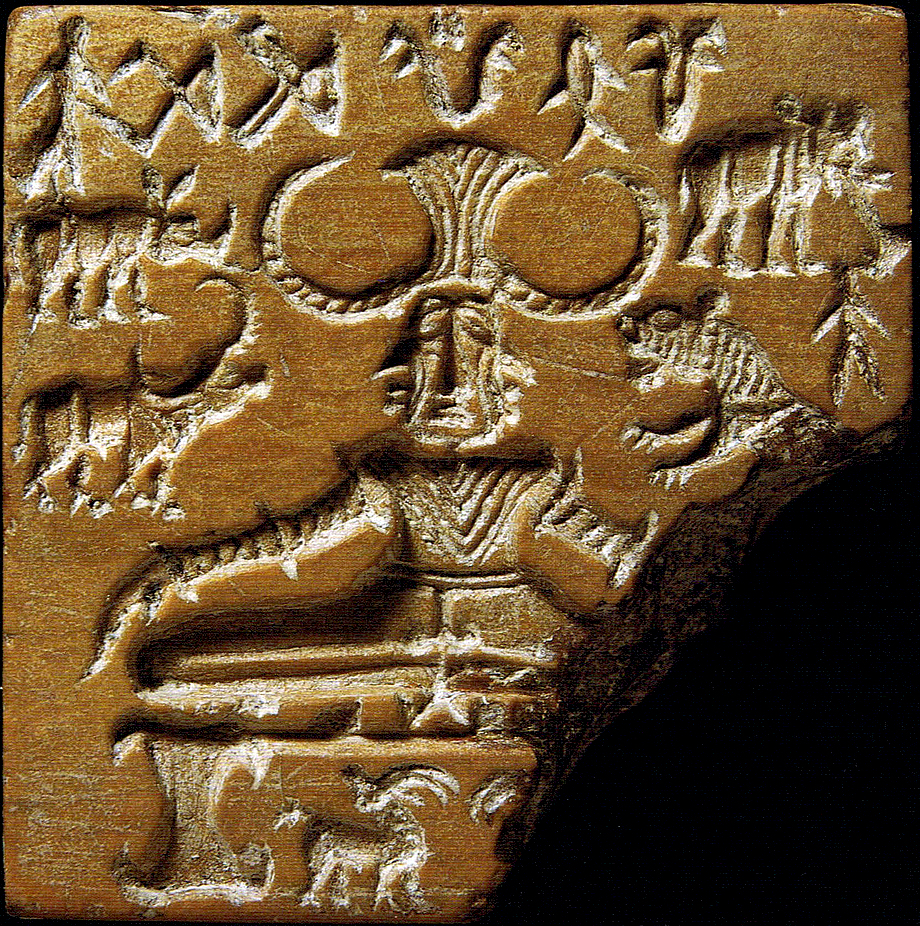
Sog. Herr der Tiere auf dem Siegel 420 der Indus-Kultur aus Mohenjo-Daro

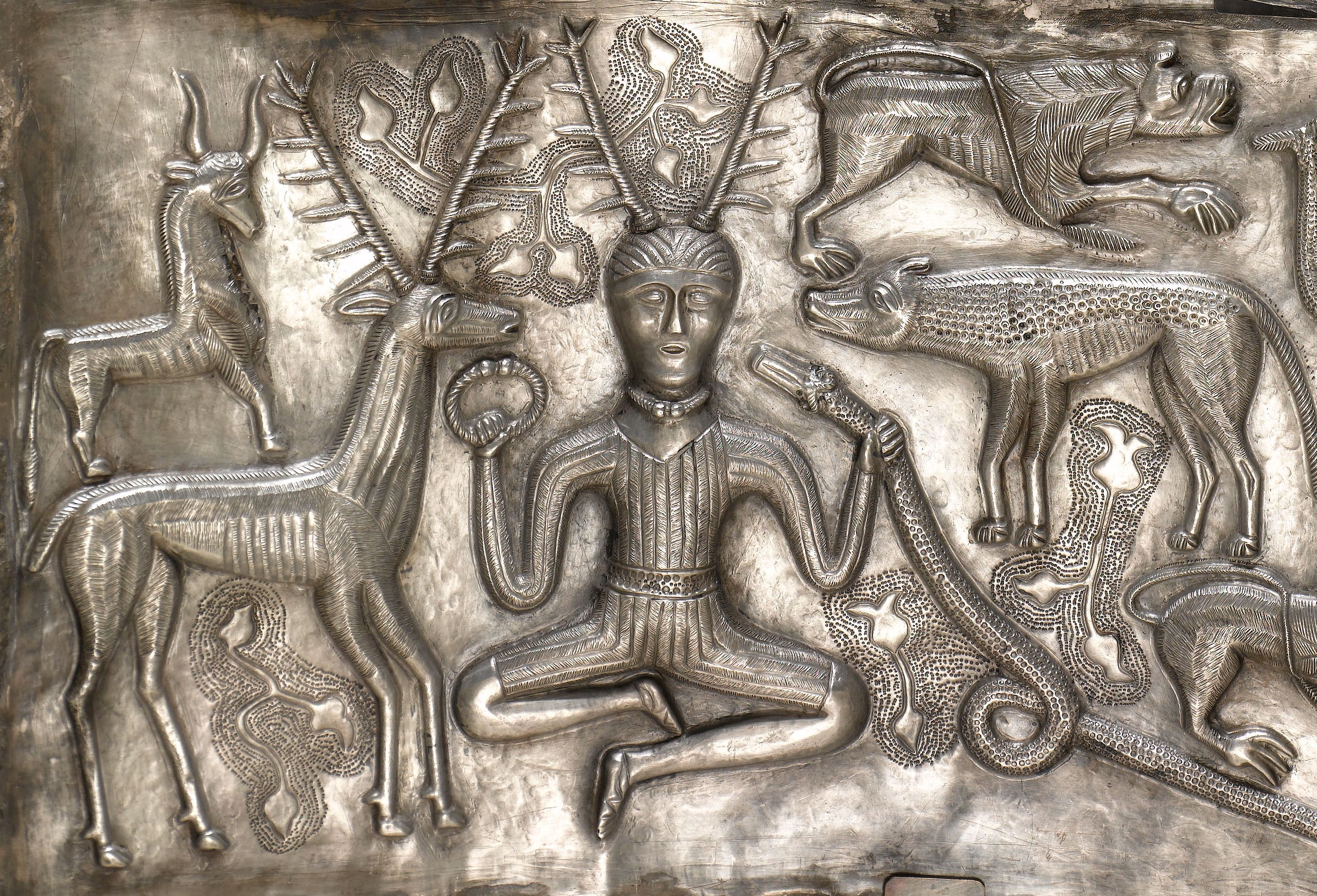
Gehörnte Gestalt auf dem Kessel von Gundestrup

Murray fährt dann fort, die zahlreichen hörnertragenden Gottheiten der Bronze- und Eisenzeit in Mesopotamien und Ägypten anzuführen, z. B. den Widderhörner tragenden Amun und die Kuhhörner tragende Hathor der Ägypter sowie die als Herr der (wilden) Tiere bekannte Darstellungsform einer von Tieren umgebenen gehörnten Figur, wie sie etwa ein Siegel aus der alten Induskultur von Mohenjo-Daro zeigt. Eine ähnliche Darstellung findet sich auf dem viel späteren Kessel von Gundestrup. Weitere hörnertragende Gestalten sind in der klassischen Mythologie der Minotauros auf Kreta, sowie Pan und Dionysos Zagreus bei den Griechen. 

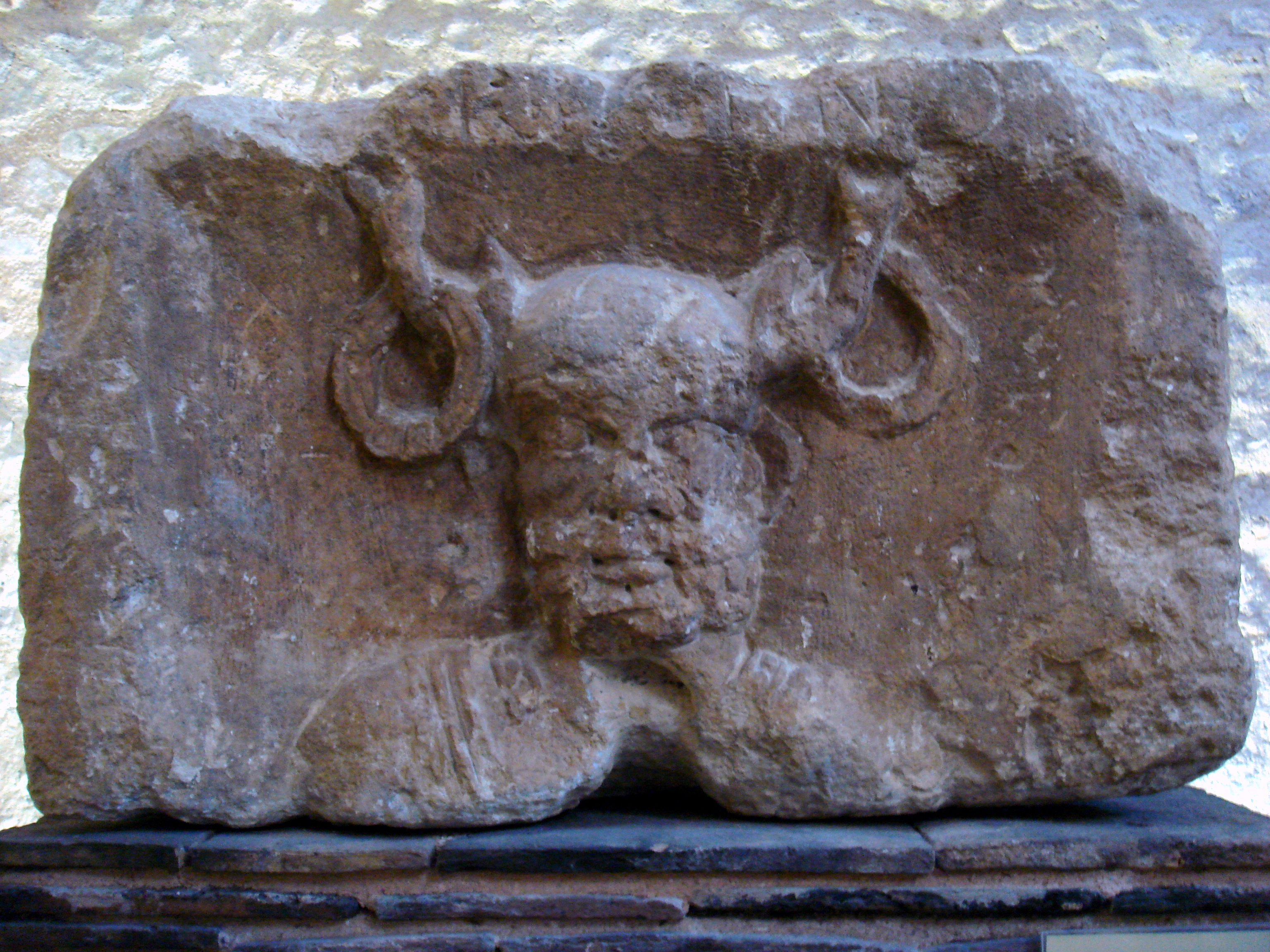
Cernunnos auf dem Pariser Nautenpfeiler, mit je einem Torque am Horn hängend.

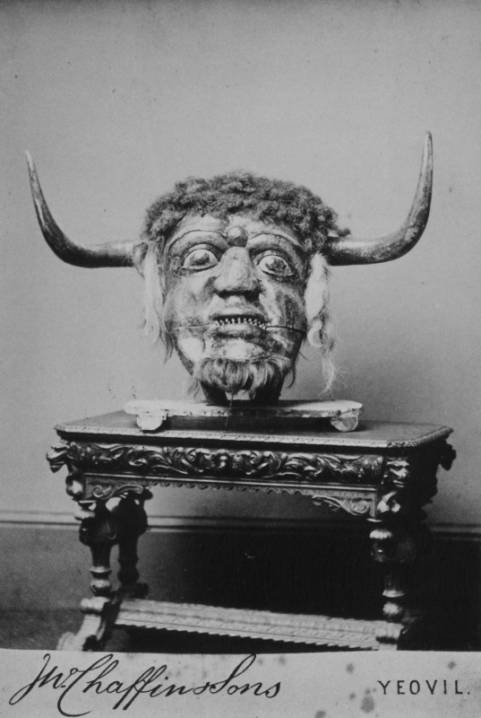
Dorset Ooser

Schließlich kommt Murray auf den keltischen Gott Cernunnos zu sprechen, der wie der steinzeitliche Schamane ein Hirschgeweih trägt, so z. B. auf einem Altarrelief, das Teil des unter der Kathedrale von Notre-Dame gefundenen Pariser Nautenpfeilers ist. Den (oberhalb des Reliefs sichtbaren) Namen des Gottes deutet man als „der Gehörnte“. Murray sieht hier einen Beleg für die Kontinuität des Kults des Gehörnten Gottes vom Ende der Eiszeit bis mindestens in die römische Kaiserzeit.
Von dort spannt sie den Bogen zum bereits christianisierten Britannien und zitiert Theodor von Tarsus, Erzbischof von Canterbury, der Ende des 7. Jahrhunderts in seinem Liber poenitentialis jeden mit einer Kirchenbuße von drei Jahren bedroht, der sich in eine Tierhaut kleidet und so als Hirsch oder Stier umhergeht, und weiter zu den Hexenprozessen der Neuzeit, aus denen Murray folgert: „Dieser fortbestehende Glaube an eine gehörnte Gottheit zeigt, dass unter der offiziellen Religion der Herrschenden ein alter Kult mit all seinen Riten nahezu unberührt fortbestand.“
Diese Argumentation ist allerdings lückenhaft, da es bis heute nicht gelungen ist, eben die Existenz eines „alten Kults mit all seinen Riten“ schlüssig zu belegen. Versuche der (Re-)Konstruktion, wie sie immer wieder unternommen wurden, beispielsweise von Carlo Ginzburg oder Hans Peter Duerr in „Traumzeit“ (1978), zeigen immer wieder, dass einem großen Anteil christlicher Projektion nur sehr wenig substanzielle Informationen über das Hexenwesen gegenüberstehen, zu wenig für einen seit der Eiszeit kontinuierlich bestehenden Kult „mit all seinen Riten“.

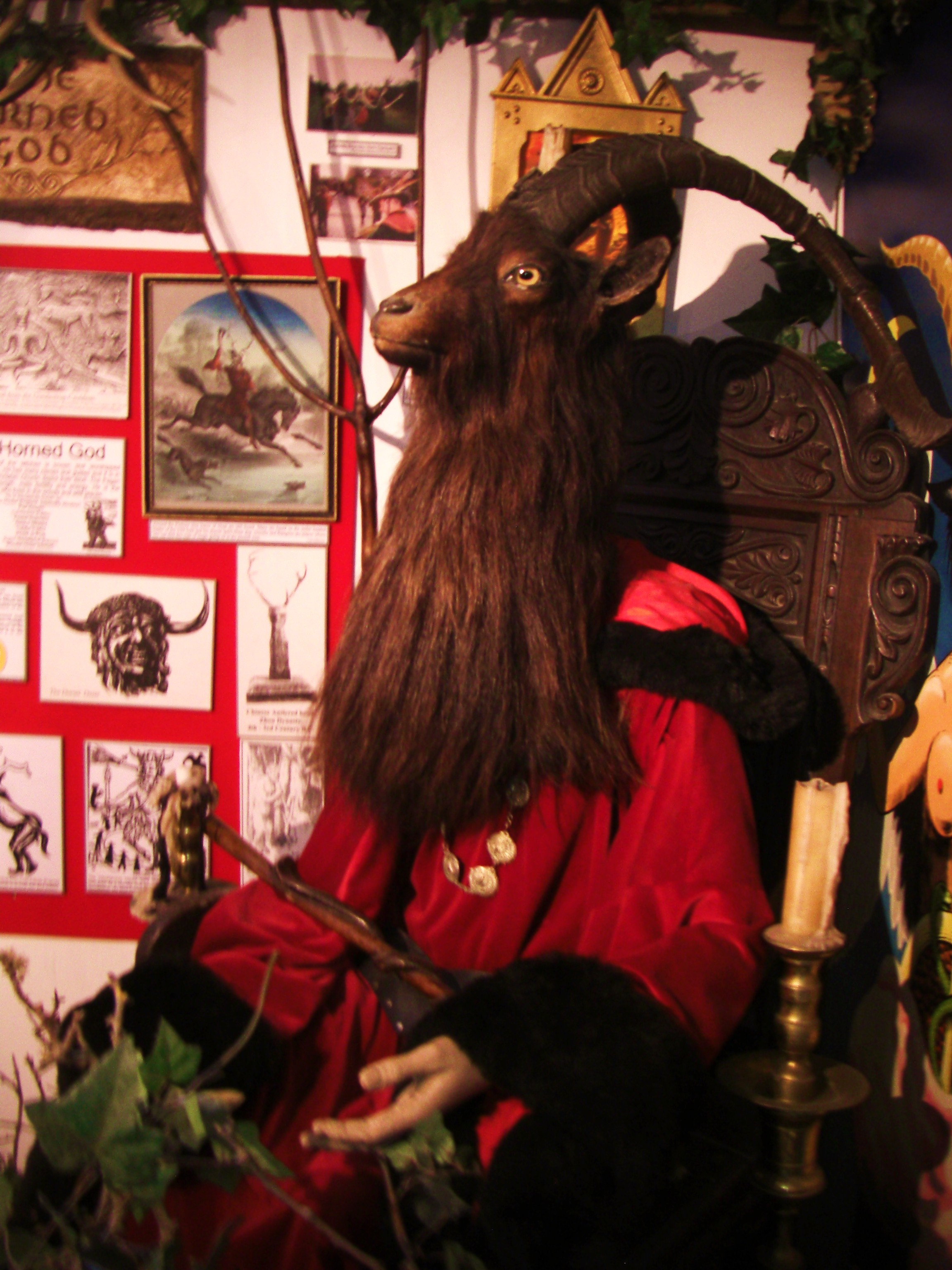
Der „Gehörnte Gott“ im Museum of Witchcraft, Boscastle, Cornwall

Als einen der letzten Ausläufer der Verehrung des Gehörnten führt Murray den Dorset Ooser an, eine Festzugsmaske unbekannten Alters, deren Träger sich in eine Tierhaut kleidete. Die Maske ging Ende des 19. Jahrhunderts verloren.

## Wicca

Symbol für den Gehörnten Gott in der Wicca (Mondschiffchen und Vollmond oder Sonne)

Die Schriften Murrays hatten schließlich unmittelbaren Einfluss auf die Entstehung des Wicca-Kultes. Gerald Gardner, der Begründer des Wicca, hatte laut seinem eigenen Bericht 1939 Aufnahme in einen Coven, den New Forest Coven, gefunden, dessen Riten und Lehren dem zu entsprechen schienen, was Gardner bei Murray über den authentischen altheidnischen Kult gelesen hatte. Da die Mitglieder des New Forest coven sich ebenfalls von Murray hatten inspirieren lassen, war eine solche Entsprechung nicht erstaunlich. Gardner jedoch meinte, auf einen der letzten noch existierenden Träger altheidnischer Überlieferung gestoßen zu sein. 
Da er ein völliges Erlöschen des Überlieferungsstranges befürchtete, entschloss er sich, neue Hexenzirkel zu gründen. Um potentielle neue Mitglieder auf sein Beginnen aufmerksam zu machen, suchte er Publizität und veröffentlichte 1954 Witchcraft Today als Darstellung der ihm bekannt gewordenen Riten und Lehren. Diese waren allerdings nur sehr fragmentarisch, wie er sich ausdrückte, weshalb er das Material aus anderen Quellen ergänzte. Zu diesen Quellen gehörten neben Murray der englische Okkultist Aleister Crowley, mit dem Gardner bekannt war, Aradia, or the Gospel of the Witches von Charles Godfrey Leland und Schriften aus dem Umfeld des Hermetic Order of the Golden Dawn. Hauptsächliche (doppelte) Quelle der Inspiration ist aber Murray, vor allem, was den Gehörnten Gott betrifft. Der Gott wird im Wicca-Ritual durch einen Maskierten verkörpert, der als Gegenpart der Hohenpriesterin agiert, die wiederum die Dreifaltige Göttin verkörpert.
Wie die Große Göttin, so durchwandert auch der Gehörnte Gott den Jahreskreis:
- Im Frühjahr wird er als göttliches Kind von der Großen Mutter geboren und besteht seine Initiation. Dies symbolisiert gleichzeitig die Wiederkehr des Lebens.
- Im Sommer heiratet er als jugendlicher Gott die jungfräuliche Göttin in einer heiligen Hochzeit.
- Im Herbst stirbt er letztendlich (und wird im Tod Herrscher des Totenreiches)
- und wird im Winter, gezeugt durch sich selbst, am Anfang eines neuen Zyklus wiedergeboren.[7]

## Literarische Umsetzungen
Die Schriften von Murray und die Lehren des Wicca beeinflussten zahlreiche Autoren der modernen Fantasy-Literatur. Eine weitere Quelle der Inspiration für die Autoren phantastischer Literatur war The White Goddess des englischen Dichters Robert Graves. In dieser sehr eigenwilligen Verknüpfung von keltischem Mythos, antiker Mythologie und poetischer Konstruktion steht der dreifältigen Weißen Göttin ein stier- oder hirschgestaltiger Gott gegenüber, der zum Opfer wird, so wie der von Titanen zerrissene Dionysos Zagreus oder der von seinen Hunden zerfleischte Aktaion im griechischen Mythos. 
Eine ganz ähnliche Linie verfolgt Murray, die den Hintergrund allerdings weniger mythologisch-poetisch, sondern buchstäblich-praktisch in „Heiligen Königen“ der Frühzeit sieht, die nach einer bemessenen Frist abgeschlachtet wurden, um mit ihrem Blut die Felder zu düngen. Sowohl Murray als auch Graves berufen sich auf Konzepte aus James Frazers Der Goldene Zweig, dessen zentrale These ausging von der sakralen Ermordung des Priesterkönigs des Heiligtums der Diana am Nemisee im antiken Italien, des rex nemorensis. Es sollte aber bemerkt sein, dass Frazer an keiner Stelle über einen Gehörnten Gott im Sinne von Murray spricht, auch bei Graves taucht der Begriff so nicht auf.
Das populärste von Murray, Graves und Wicca inspirierte Werk ist ein Roman-Zyklus von Marion Zimmer Bradley. In „Die Nebel von Avalon“ und seinen Fortsetzungen nimmt sie Motive aus Murrays Darstellung des Gehörnten Gottes auf, der hier durch Arthur/Artus verkörpert wird.